# عصوية ذهبية شاحبة
عصوية ذهبية شاحبة (الاسم العلمي: Chryseobacterium pallidum) هي نوع من البكتيريا، سلبية الغرام، تتبع جنس عصوية ذهبية.